# Róger Pérez de la Rocha
Róger Pérez de la Rocha (Managua, Nicaragua, 27 de marzo de 1949) es un pintor y retratista nicaragüense.

## Primeros años
Los padres de Róger Pérez de la Rocha fueron Teresa Pérez Rocha y Luis Franco Cortés. Fue bautizado como Róger Antonio. Como el propio Pérez explica, su nombre, siguiendo la práctica habitual en los países de habla hispana, en realidad debería ser Róger Antonio Franco Pérez, pero como su padre estaba casado con otra mujer en el momento de su nacimiento, asumió los dos apellidos de su madre e incluso agregó el "de la" para que sonara mejor.
En 1957, Róger fue enviado a vivir con su abuela, Josefa Rocha, cuando la epilepsia de su madre le impidió cuidar a su hijo. El marido alcohólico de Josefa Rocha, Gonzalo Pérez Estrada, había muerto, dejándola viuda y con la necesidad de trabajar duro para ganarse la vida, ya que tenía ocho hijos que cuidar: siete de ellos suyos y Róger.
Róger no vio mucho a su padre cuando era niño, y en 1961, Luis Franco Cortés se encontraba en Cuba, obligado a pasar un tiempo en el exilio.

## Carrera
Pérez ingresó en la Escuela de Bellas Artes de Managua en 1964. Continuó sus estudios en la Real Academia de Bellas Artes de San Fernando en Madrid en 1968. Fue director de la Escuela Superior de Bellas Artes de la Universidad Autónoma de Nicaragua en León en 1971. Ese mismo año, se unió al Grupo Praxis, un grupo de artistas con sede en la galería del mismo nombre. Estuvo activo de 1963 a 1972.
Fue miembro fundador de la Asociación Sandinista de Trabajadores de la Cultura (ASTC) y director de la Unión Nacional de Bellas Artes una vez que los sandinistas llegaron al poder en la Revolución Sandinista en 1979. Pérez, además, completó estudios de grabado en metal en la Academia de San Carlos en la Ciudad de México, México.
A partir de la década de 1970 y, sobre todo, durante la de 1980, Pérez pintó, a partir de fotografías, toda una serie de retratos del héroe nacional de Nicaragua, Augusto César Sandino, así como de sus generales y soldados, creando toda una iconografía sandinista. En el vídeo se puede ver un retrato de Sandino al fondo, en Enlaces externos.
Ha expuesto con otros artistas en Panamá, Cuba, Brasil, Estados Unidos, Perú, España, Francia, Bulgaria, la Unión Soviética, México y América Central, y en solitario en España, Nicaragua, Costa Rica y México. Róger Pérez de la Rocha también participó en la creación de la colonia de artistas en las islas de Solentiname, en el lago de Nicaragua.
En 1990 fue distinguido con la Orden de la Independencia Cultural Rubén Darío, otorgada por el Gobierno de Nicaragua. En 1994 se realizó una retrospectiva de su obra en el Teatro Nacional Rubén Darío.

## Vida personal
Pérez de la Rocha luchó durante treinta años contra el alcoholismo, que finalmente superó, pero no antes de que éste destruyera tres matrimonios. Él cree que su trabajo lo salvó, aunque también lo describe como una adicción más.
Se ha casado cinco veces. Sus esposas han sido Marta Luz Padilla, Ángela Saballos, Nelba Cecilia Blandón, Rosa María Sánchez y Luvy Rappaccioli con quien tiene una hija, Luisa Margarita del Carmen. También tiene un hijo de su primer matrimonio, Gonzalo Pérez, quien es arquitecto. Todas las esposas de Pérez han sido nicaragüenses.